# Sant Austremòni
Saint-Austremoine és un municipi francès situat al departament de l'Alt Loira i a la regió d'Alvèrnia-Roine-Alps. L'any 2007 tenia 52 habitants.

## Demografia

### Població
El 2007 la població de fet de Saint-Austremoine era de 52 persones. Hi havia 20 famílies de les quals 8 eren unipersonals (8 homes vivint sols), 4 parelles sense fills i 8 parelles amb fills.
La població ha evolucionat segons el següent gràfic:
Habitants censats

### Habitatges
El 2007 hi havia 54 habitatges, 24 eren l'habitatge principal de la família, 25 eren segones residències i 5 estaven desocupats. 52 eren cases i 1 era un apartament. Dels 24 habitatges principals, 18 estaven ocupats pels seus propietaris, 3 estaven llogats i ocupats pels llogaters i 3 estaven cedits a títol gratuït; 2 tenien tres cambres, 9 en tenien quatre i 13 en tenien cinc o més. 19 habitatges disposaven pel capbaix d'una plaça de pàrquing. A 14 habitatges hi havia un automòbil i a 8 n'hi havia dos o més.

### Piràmide de població
La piràmide de població per edats i sexe el 2009 era:
| Homes | Edats   | Dones |
| ----- | ------- | ----- |
| 0     | 95 o +  | 0     |
| 4     | 90 a 94 | 4     |
| 0     | 85 a 89 | 0     |
| 4     | 80 a 84 | 0     |
| 0     | 75 a 79 | 12    |
| 0     | 70 a 74 | 8     |
| 0     | 65 a 69 | 0     |
| 0     | 60 a 64 | 0     |
| 0     | 55 a 59 | 0     |
| 4     | 50 a 54 | 4     |
| 8     | 45 a 49 | 0     |
| 0     | 40 a 44 | 0     |
| 4     | 35 a 39 | 0     |
| 0     | 30 a 34 | 0     |
| 0     | 25 a 29 | 4     |
| 0     | 20 a 24 | 0     |
| 0     | 15 a 19 | 0     |
| 0     | 10 a 14 | 4     |
| 0     | 5 a 9   | 0     |
| 0     | 0 a 4   | 0     |

## Economia
El 2007 la població en edat de treballar era de 32 persones, 24 eren actives i 8 eren inactives. De les 24 persones actives 21 estaven ocupades (14 homes i 7 dones) i 3 estaven aturades (1 home i 2 dones). De les 8 persones inactives 3 estaven jubilades, 1 estava estudiant i 4 estaven classificades com a «altres inactius».
Activitats econòmiques
L'any 2000 a Saint-Austremoine hi havia 10 explotacions agrícoles que ocupaven un total de 315 hectàrees.

## Poblacions més properes
El següent diagrama mostra les poblacions més properes.